# Reuben Wu
Reuben Wu (nacido en 6 de septiembre de 1975) es un músico, fotógrafo y diseñador industrial británico. Es conocido por haber sido tecladista, compositor y productor de la banda de música electrónica Ladytron.

## Biografía
Reuben Wu nació en Liverpool en 1975, hijo de inmigrantes de Hong Kong. Se formó en diseño industrial en la Universidad Sheffield Hallam y se graduó en 1997. Mientras tanto, conoció a Daniel Hunt en Liverpool en 1994; formaron Ladytron en 1999, junto con Mira Aroyo y Helen Marnie. Wu terminó su maestría en 1998 en la Universidad de Liverpool. Trabajó como diseñador industrial hasta que se incorporó a tiempo completo a la banda en 2002.
Wu dibujó a mano la obra de arte de la edición británica del primer álbum de Ladytron, 604, y comenzó a documentar sus viajes de gira con la banda a través de fotografías. Su carrera en el arte visual comenzó en 2012, una vez que la banda se tomó un descanso y pudo concentrarse a tiempo completo en su propia producción creativa. Desde entonces, Wu había creado contenido artístico para General Electric, los fondos de pantalla Mac OS Big Sur de Apple, Jaguar Land Rover, Google e Interscope Records, entre otros.
Wu y Hunt crearon los clubes nocturnos de Liverpool Evol en 2003 y Korova en 2005.
Wu produjo y coescribió dos canciones, «Birds of Prey» y «Little Dreamer», para el álbum Bionic de Christina Aguilera de 2010.
En 2017, Wu fotografió la tapa para el sencillo doble platino de Zedd y Alessia Cara «Stay» y el sencillo «Get Low» de Zedd y Liam Payne en colaboración con Samuel Burgess-Johnson.

## Instrumentos
Durante los shows en vivo de Ladytron, Reuben Wu toca sintetizadores. El Korg MS-10 fue su sintetizador principal durante las primeras cuatro giras de Ladytron.
Wu tocó en vivo los siguientes instrumentos para la banda:
- Korg MS-10, Roland SH-2 (gira 604);
- Korg MS-10, microKorg (gira Light & Magic);
- Korg MS-10, Korg MS2000B (gira Witching Hour);
- Korg MS-10, Korg MS2000B, Minimoog Voyager (gira Velocifero);
- Minimoog Voyager (gira Best of 00-10 y Gravity the Seducer).

En la primera parte de la gira Witching Hour, Ladytron solía nombrar a sus cuatro Korg MS2000B idénticos para facilitar la instalación en el escenario. Su teclado MS2000B se llamaba Gloria.

## Discografía

### Ladytron
- 604 (2001)
- Light & Magic (2002)
- Witching Hour (2005)
- Velocifero (2008)
- Gravity the Seducer (2011)
- Ladytron (2019)